# 内茨韦勒
内茨韦勒是德国莱茵兰-普法尔茨州的一个市镇。总面积2.13平方公里，总人口127人，其中男性64人，女性63人（2011年12月31日），人口密度60人/平方公里。